# Burgeta
Burgeta (hebr.: בורגתה) – moszaw położony w samorządzie regionu Emek Chefer, w Dystrykcie Centralnym, w Izraelu.

## Historia
Moszaw został założony w 1949 przez imigrantów z Turcji i Maroka.

## Gospodarka
Gospodarka moszawu opiera się na intensywnym rolnictwie i sadownictwie.